# Richard Parkes Bonington
Richard Parkes Bonington (Arnold, nabij Nottingham, 28 oktober 1802 – Londen, 23 september 1828) was een Engels kunstschilder uit de periode van de romantiek. Hij was voornamelijk werkzaam in Frankrijk, waarheen hij met zijn familie in 1815 verhuisde en waar hij zich bekwaamde in de landschapschilderkunst. Hij werkte zowel in olieverf als in aquarel.
In 1819 studeerde hij aan de École des Beaux-Arts in Parijs bij Antoine-Jean Gros, en raakte er bevriend met Eugène Delacroix en Théodore Géricault. Op de Parijse salon van 1824 behaalde hij een gouden medaille, samen met John Constable en de aquarellist Copley Fielding.
In 1825 reisde hij met Delacroix naar Engeland om het werk van William Turner en John Constable te bestuderen. In 1826 bezocht hij Italië, waar hij in Venetië veel werk vervaardigde. Zijn zwakke gezondheid leidde tot zijn vroegtijdig overlijden op 25-jarige leeftijd aan tuberculose in 1828.
Ondanks zijn korte werkzame leven was de invloed van zijn werk op de romantische schilders in Engeland en Frankrijk aanzienlijk. Dit is nog te herkennen in het werk van Camille Corot, in het werk van de School van Barbizon en van de impressionisten. Hij hield zich ook bezig met lithografie.
Werk van Boningtons bevindt zich in de Wallace Collection in Londen en in het City Museum and Art Gallery in zijn geboorteplaats Nottingham.

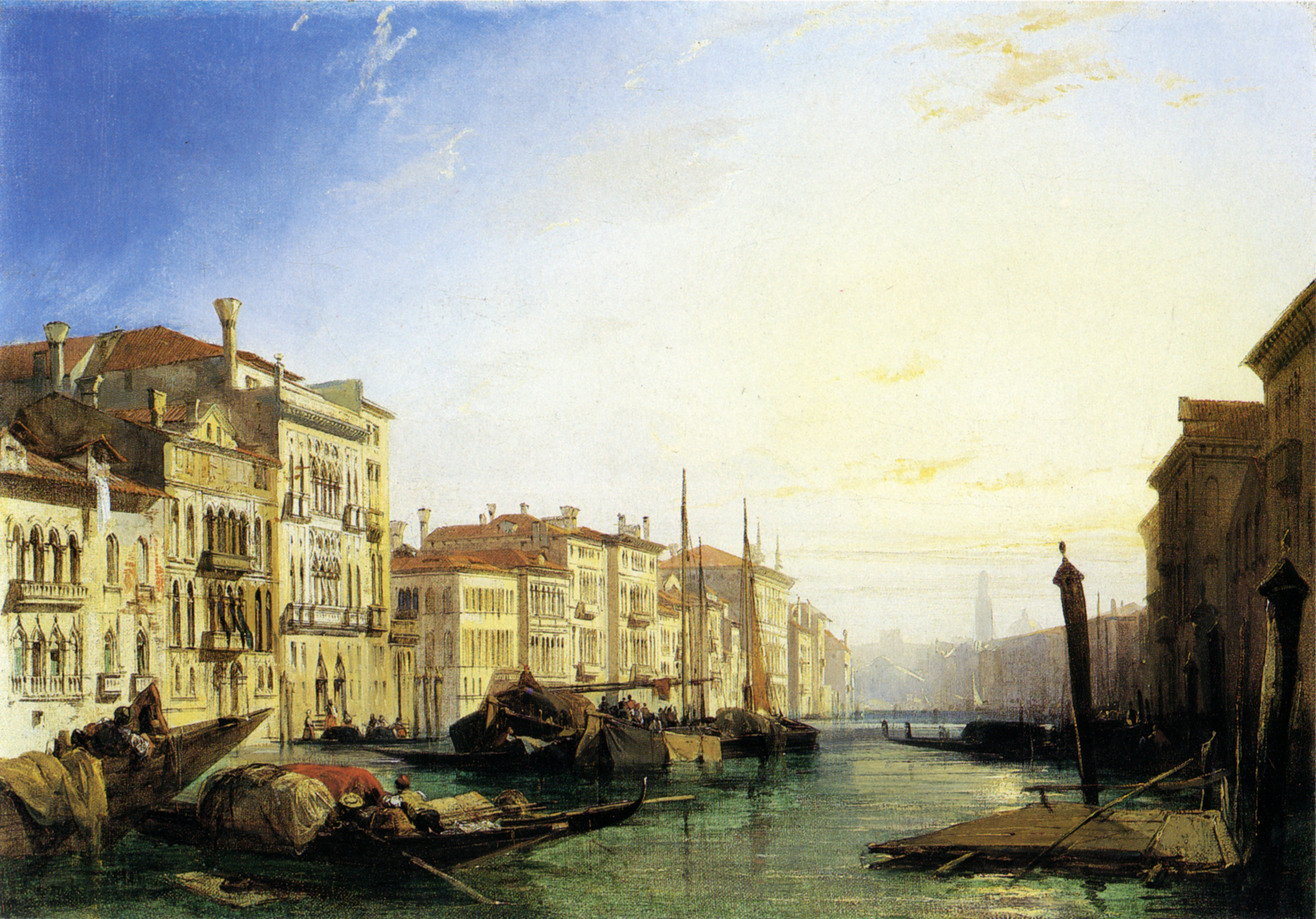
Canal Grande in Venetië bij zonsondergang, olieverf op doek